# Планичка, Франтишек

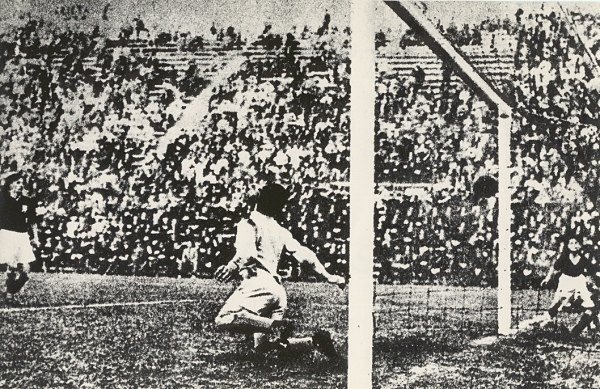
Планичка

Фра́нтишек Пла́ничка (чеш. František Plánička; 2 июня 1904, Прага, Австро-Венгрия — 20 июля 1996, Прага, Чехия) — чешский футбольный вратарь, один из самых заслуженных игроков в истории чехословацкого футбола. Большую часть своей карьеры он играл за пражский клуб «Славия», 8 раз становился чемпионом страны, один раз выигрывал Кубок Митропы. Был капитаном сборной Чехословакии на чемпионатах мира 1934 (второе место) и 1938 годов. Некоторые спортивные издания признали его лучшим вратарём эпохи, а Международная федерация футбольной истории и статистики назвала его девятым в списке лучших вратарей XX-го века.
Планичка был очень мужественным футболистом — эпизод его биографии, когда он со сломанной рукой остался на поле в четвертьфинальном матче чемпионата мира 1938 года против сборной Бразилии и не пропустил после этого гол, стал одной из легенд футбола. Планичку ни разу за всю его карьеру не удаляли с поля за грубую игру. Он получил международную премию ЮНЕСКО за честную игру в 1984 году и чешскую премию за честную игру в 1994 году.
При назначении пенальти Планичка иногда срывал с головы кепку и от огорчения с силой бросал её в какой-нибудь угол ворот. Почти всегда именно в этот угол исполнитель пенальти и бил, а Планичка был к этому готов и часто отбивал этот удар.

## Клубная карьера
Родившись в Праге, Планичка большую часть своей футбольной карьеры и жизни провел в чешской столице. В начале карьеры он выступал за клубы «Слован Прага VII», «Юнион VII», «Староместски СК Олимпия» и «СК Бубенец». В период с 1923 по 1939 годы он выступал за пражскую «Славию», сыграл за неё 969 матчей, в 742 из которых был капитаном команды. Хотя он и не обладал высоким для вратаря ростом (всего 173 см), он хорошо отражал удары, а за свои акробатические прыжки получил прозвище «Пражский кот».
Первый чемпионский титул Планичка выиграл в 1925 году, и это был первый профессиональный трофей в истории «Славии». После этого при Планичке команда ещё 7 раз становилась чемпионом страны. В 1932 году «Славия» вышла в полуфинал Кубка Митропы. В первом матче она обыграла «Ювентус» со счётом 4:0, а во второй встрече «Ювентус» вёл 2:0, и чешские футболисты стали тянуть время. Разгневанные болельщики стали кидать на поле камни, один из которых попал в Планичку и нанёс ему серьёзную травму. «Славия» покинула поле, за что была исключена из турнира.
Планичка выиграл шесть Кубков Богемии со Славией, в 1926, 1927, 1928, 1930, 1932, и 1935 годах. А в 1938 году его клуб всё-таки завоевал Кубок Митропы.

## Национальная сборная
В период между 1926 и 1938 годом Планичка провёл 74 матча в воротах сборной Чехословакии, лишь в 1966 году его достижение превзошёл Ладислав Новак, который всего сыграл 75 игр за национальную сборную. Планичка был капитаном сборной в 37 матчах. Его дебют в международных встречах состоялся 17 января 1926 года в игре со сборной Италии, в которой Чехословакия уступила со счётом 1:3.

### Чемпионат мира 1934
Планичка помог чехословацкой команде попасть на чемпионат мира 1934 года, где был её капитаном. После побед над командами Румынии, Швейцарии и Германии, Чехословакия вышла в финал, где встретилась с хозяевами турнира, сборной Италии, капитаном которой был другой знаменитый вратарь того времени, Джанпьеро Комби. Чехи повели в счёте во втором тайме, однако сначала Раймундо Орси сравнял счёт, а затем уже в дополнительное время Анджело Скьявио принёс итальянцам победу.

### Чемпионат мира 1938
Планичка был капитаном Чехословакии и на чемпионате мира 1938 года, где его команда обыграла Нидерланды в первом матче со счётом 3:0, забив все голы в дополнительное время. Во втором раунде турнира, 12 июля, чехи встречались с Бразилией — эта встреча стала одним из самых жестоких матчей на чемпионатах мира и вошла в историю как «Битва при Бордо». Один чехословацкий и двое бразильских футболистов были удалены, игроки обеих команд получили серьёзные травмы. При счёте 1:1 с поля унесли Олдржиха Неедлы со сломанной ногой, а сам Планичка получил перелом руки после столкновения с нападающим бразильцев Перасио, который пытался пробить по воротам. Планичка остался на поле и продолжил играть, невзирая на боль, до конца встречи, включая и дополнительное время, не пропустив за остаток встречи более ни единого гола. Переигровка прошла через два дня, и без Планички, Неедлы и Антонина Пуча, чехословацкая команда проиграла 2:1 и выбыла из турнира.
Матч против Бразилии в Бордо был последней для Планички игрой за сборную.

## После завершения карьеры
Планичка умер в 1996 году в Праге. На момент своей смерти он был последним живым представителем чехословацкой команды, которая в 1934 году вышла в финал Кубка мира. Тогдашний полузащитник сборной Чехии Карел Поборский посетил похороны, отложив подписание контракта с «Манчестер Юнайтед», которое было назначено на тот же день.

## Достижения

### Командные
- Победитель чемпионата Чехословакии: 1925, 1928/29, 1929/30, 1930/31, 1932/33, 1933/34, 1934/35, 1936/37
- Победитель Кубка Митропы: 1938
- Обладатель Кубка Богемии: 1926, 1927, 1928, 1930, 1932, 1935
- Серебряный призёр чемпионата мира: 1934

### Личные
- Входит в символическую сборную чемпионата мира: 1938
- Международная премия ЮНЕСКО за честную игру: 1985
- Чешская премия за честную игру: 1994.